# Umberto Simonetta
Umberto Simonetta (Milano, 4 aprile 1926 – Milano, 24 agosto 1998) è stato un drammaturgo, paroliere, umorista, scrittore e giornalista italiano.

## Biografia
Umberto Simonetta era nato a Milano ma era cresciuto in Svizzera, dove il padre, esule antifascista, faceva il rappresentante di commercio.
Negli anni cinquanta Simonetta scrive in coppia con Guglielmo Zucconi i copioni di varie riviste: Casanova in casa Nava (1954, con le sorelle Pinuccia, Diana e Lisetta Nava), Il resto mancia (1955, con Gino Bramieri, Lisetta Nava ed Elio Crovetto), Io, l'ipotenusa (1958, con Tino Scotti). Nel 1961, questa volta da solo, scrive Piazza pulita, che verrà rappresentata al Teatro Nuovo con protagonista Lucio Flauto.
Negli anni sessanta scrive alcuni romanzi: Lo sbarbato, Tirar mattina, Il giovane normale (da quest'ultimo sarà tratto, nel 1969, l'omonimo film di Dino Risi con Lino Capolicchio e Janet Agren). In questi libri Simonetta descrive con ironia, anche feroce, aspetti della sua Milano che conosceva bene.
In quegli anni Simonetta diviene noto soprattutto per le collaborazioni prima con I due corsari, con Una fetta di limone, e poi con il solo Giorgio Gaber, per il quale scrive testi di canzoni storiche come Trani a gogò, La ballata del Cerutti, Barbera e champagne e Il Riccardo. Come i libri, anche le canzoni si ispirano al sottofondo di balordi nelle periferie milanesi, tanto amate da Simonetta. Scrive anche le commedie Arriva la rivoluzione e non ho niente da mettermi e Mi riunisco in assemblea, che prendono invece in giro il Sessantotto.
Nel 1969 è autore dei testi per un album musicale per bambini, I viaggi di Gulliver, a cui partecipano vari autori, tra cui il cantautore Fabrizio De André come coautore delle musiche. Nel 1972 cura con Enrico Vaime i testi della miniserie televisiva Il giro del mondo in 80 giorni, con i pupazzi animati di Giorgio Ferrari e la regia di Peppo Sacchi. Il 5 aprile 1975 è l'intervistatore di turno di "Guglielmo Tell" (interpretato dall'attore Giancarlo Dettori) nella trasmissione radiofonica del Secondo Programma Radiorai "Le Interviste Impossibili" per la regia di Andrea Camilleri.
Negli stessi anni Simonetta collabora con Paolo Villaggio alla creazione dei personaggi di Giandomenico Fracchia e di Ugo Fantozzi. Nel 1976 è fra gli autori della trasmissione televisiva Televacca, poi ribattezzata Onda Libera, in cui appariva come presentatore il giovane Roberto Benigni.
Nel 1976 pubblica, per Mondadori, I viaggiatori della sera, romanzo che descrive un futuro distopico nel quale i cittadini, al compimento dei 50 anni di età, sono obbligati a trasferirsi in una sorta di "villaggio vacanze" dal quale, però, nessuno fa ritorno. Tre anni dopo, nel 1979, da questo romanzo sarà tratto l'omonimo film, scritto, diretto e interpretato da Ugo Tognazzi.
Nel 1978 prende la direzione del Teatro Milanese - ex Teatro Gerolamo - e produce e dirige varie commedie: Mi voleva Strehler (1978, con Maurizio Micheli), C'era un sacco di gente, soprattutto giovani (1979), Italiani si muore (1979), L'Adalgisa, dall'omonimo romanzo di Carlo Emilio Gadda (1980), Il figlio sorridente (1981) e Caro Tognoli (1982). L'esperienza cessa nel 1983, quando il Gerolamo, un teatro tutto di legno, verrà chiuso per la nuova normativa sulla sicurezza.
Negli anni novanta è critico sulle pagine de Il Giornale.
Morì di cancro nel 1998.

## Vita privata
Era sposato con l'attrice Livia Cerini. È il padre adottivo dell'attore e doppiatore Luca Sandri.

## Opere
- Lo sbarbato. Romanzo, Milano, Parenti, 1961.
- Tirar mattina, Torino, Einaudi, 1963.
- Celentano, Milano, Longanesi, 1966.
- Non tanto regolari, Milano, Bompiani, 1966.
- Il giovane normale, Milano, Bompiani, 1967.
- Virgo, Milano, Bompiani, 1972.
- Morir dal ridere. Testi comici radiofonici e televisivi dal 1945 a oggi, a cura di, Milano, Bompiani, 1973.
- Lo svergognato, Milano, Bompiani, 1973.
- La patria che ci è data. I testi comici del cabaret italiano, a cura di, Milano, Bompiani, 1974.
- Dizionario delle idee correnti, con Maurizio Costanzo, Milano, Bompiani, 1975.
- I viaggiatori della sera. Romanzo, Milano, A. Mondadori, 1976.
- Sta per venire la rivoluzione e non ho niente da mettermi, con Livia Cerini, Padova, Mastrogiacomo-Images 70, 1977.
- Mi riunisco in assemblea, con Livia Cerini, Padova, Mastrogiacomo-Images 70, 1978.
- Ah se fossi normale!, Milano, A. Mondadori, 1984.
- Che palle, Milano, Sperling & Kupfer, 1993. ISBN 88-200-1659-1.
- Come dicevo domani, Milano, Baldini & Castoldi, 1996. ISBN 88-8089-093-X.
- Storie non tanto regolari, Milano, Baldini & Castoldi, 1997. ISBN 88-8089-243-6.

## Filmografia
- Il giovane normale, regia di Dino Risi (1969)
- Il commissario Pepe, regia di Ettore Scola (1969)
- La nottata, regia di Tonino Cervi (1975)
- Giandomenico Fracchia - Sogni proibiti di uno di noi - miniserie TV, 4 episodi (1975)
- Onda libera - miniserie TV, 4 episodi (1976)
- L'Italia in pigiama, regia di Guido Guerrasio (1977)
- I viaggiatori della sera, regia di Ugo Tognazzi (1979)

## Varietà radiofonici Rai
- La camomilla, rivistina notturna di Simonetta e Zucconi, orchestra di Mario Consiglio, regia di Renzo Tarabusi, trasmessa luglio agosto 1955